# Scholes, Greater Manchester
Scholes är en stadsdel i östra delen av Wigan, Greater Manchester i England. Scholes ligger omedelbart öster om Wigans stadskärna. Den ligger separerad från affärsområdet av floden Douglas. Historiskt sett är Scholes en del av Lancashire.